# Altslawisches Menäon für September
Das altslawische Menäon für September (russisch Служебная минея на сентябрь) ist eine Handschrift in altkirchenslawischer Sprache in kyrillischer Schrift von 1095/1096. Sie wurde am 26. März 1096 abgeschlossen, wie eine Anmerkung berichtet. Der Entstehungsort ist unbekannt (Nowgorod?). Sie gehört zu den ältesten erhaltenen genau datierten Handschriften der Kiewer Rus.
Die Handschrift enthält ein vollständiges Menäon für den Monat September mit Homilien und Heiligenviten. 
Sie besteht aus 176 Pergamentblättern, die ersten 8 sind Ergänzungen aus dem 13. Jahrhundert. Die Initialen von 1095/1096 sind verziert, die späteren sind im spätbyzantinischen Stil gestaltet.
Als Schreiber erwähnt sich in einigen Anmerkungen ein Domka (Дъмкъ). Dieser schrieb wahrscheinlich auch das Menäon für Oktober. 
Die Handschrift befand sich 1679 im Typographischen Hof des Lasarew-Klosters in Nowgorod. Heute befindet sie sich im Russischen Staatsarchiv für alte Dokumente in Moskau.